# Uvaria lucida
Uvaria lucida är en kirimojaväxtart som beskrevs av George Bentham. Uvaria lucida ingår i släktet Uvaria och familjen kirimojaväxter. IUCN kategoriserar arten globalt som livskraftig.

## Underarter
Arten delas in i följande underarter:
- U. l. lucida
- U. l. virens